# Rhizoecus andensis
Rhizoecus andensis är en insektsart som först beskrevs av Hambleton 1946.  Rhizoecus andensis ingår i släktet Rhizoecus och familjen ullsköldlöss.
Artens utbredningsområde är Colombia. Inga underarter finns listade i Catalogue of Life.